# ジョゼフ・ジョンソン

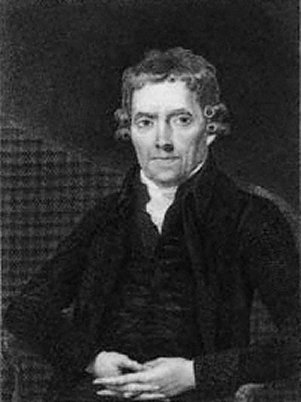
ジョゼフ・ジョンソン

ジョゼフ・ジョンソン（Joseph Johnson, 1738年11月15日 - 1809年12月20日）はイギリスの書肆兼出版人。主に急進的思想家たちの書籍の出版を行う。急進主義的雑誌『アナリティカル・レヴュー』(w:Analytical Review, 1788年 - 1799年）を刊行。非国教徒。
彼を中心に「ジョンソン・サークル」が形成された。セント・ポール・チャーチヤード72番地にあった彼の店には、ジョセフ・プリーストリー、ヘンリー・フュースリ、バーボールド夫人 (A. L. Barbauld)、トマス・ペイン、メアリ・ウルストンクラフト、ウィリアム・ゴドウィンなどが集まっていた。
ウルストンクラフトの『人間の権利の擁護』(A Vindication of the Rights of Men, 1790年) や『女性の権利の擁護』(A Vindication of the Rights of Woman, 1792年) はジョンソン書肆から出版された。ウルストンクラフトは『アナリティカル・レヴュー』で400以上もの書評を書いていた。
ジョンソンはウィリアム・ブレイクを銅版画職人として雇い、下請け仕事を依頼していた。ジョンソン書肆から出版されたウルストンクラフトの『数奇な物語』(Original Stories from Real Life, 初版1788年) イラスト版 (1791年) の挿絵と彫版はブレイクが担当した。1791年ジョンソン書肆からブレイクの『フランス革命』という詩作品の出版が予告されたが、出版は途中で中止された。